# Kazuyoshi Oimatsu
Kazuyoshi Oimatsu (né le 30 octobre 1911 à Tonami dans la préfecture de Toyama au Japon - mort le 24 mars 2001), est un patineur artistique et entraîneur japonais. Il a été champion du Japon en 1931 et a représenté son pays aux deux olympiades de 1932 et 1936.

## Biographie

### Carrière sportive
Kazuyoshi Oimatsu a été un pionnier du patinage artistique au Japon. Il a commencé à patiner au club de patinage d'Ōsaka. Il est monté trois fois sur le podium des championnats du Japon dont une fois sur la plus haute marche en 1931.
Il a représenté son pays internationalement lors des deux années olympiques de 1932 et 1936. Il se rend d'abord sur le continent américain en février 1932 pour participer aux Jeux olympiques d'hiver à Lake Placid et aux championnats du monde à Montréal. Il est accompagné dans son voyage américain par son compatriote Ryoichi Obitani avec qui il est le premier patineur japonais de l'histoire à participer aux compétitions internationales.
Quatre ans plus tard, il se rend sur le continent européen en janvier/ février pour patiner aux championnats d'Europe à Berlin, aux Jeux olympiques d'hiver à Garmisch-Partenkirchen (où il est le porte-drapeau de la délégation japonaise) et aux championnats du monde à Paris. Il est accompagné dans son voyage européen par ses compatriotes masculins Toshikazu Katayama, Zenjiro Watanabe et Tsugio Hasegawa et sa compatriote féminine Etsuko Inada.

### Reconversion
Il devient entraîneur de patinage après la Seconde Guerre mondiale.

## Palmarès
| Compétition             | 1930 | 1931 | 1932 | 1933 | 1934 | 1935 | 1936 |
| Jeux olympiques d'hiver |      |      | 9e   |      |      |      | 20e  |
| Championnats du monde   |      |      | 7e   |      |      |      | 15e  |
| Championnats d'Europe   |      |      |      |      |      |      | 9e   |
| Championnats du Japon   | 5e   | 1er  | F    | 2e   | F    | 3e   | F    |
| Légende : F = Forfait   |      |      |      |      |      |      |      |